# Museu Can Tinturé
El Museu Can Tinturé d'Esplugues de Llobregat és el primer de l'Estat Espanyol de rajoles de mostra, que van constituir els revestiments ceràmics de molts habitatges des de l'edat Mitjana fins a l'actualitat. També gestiona el Museu de Ceràmica La Rajoleta, ubicat a la Fàbrica Pujol i Bausis, que va ser un punt de referència en la producció de la ceràmica industrial catalana, especialment durant el període d'esplendor del Modernisme. Forma part de la Xarxa de Museus Locals de la Diputació de Barcelona i del sistema territorial del Museu Nacional de la Ciència i la Tècnica de Catalunya.

## Edifici
Can Tinturé va ser projectada el 1898 per l'arquitecte Claudi Duran i Ventosa per encàrrec de Joan Tinturé Campreciós, que va ser regidor i alcalde d'Esplugues entre el 1910 i el 1915. El 1977 va ser adquirida per l'Ajuntament d'Esplugues, que el 2000 va decidir rehabilitar-la com a equipament museístic.
Catalogada com a bé cultural d'interès local, consta de planta baixa, pis, amb coberta plana. És un edifici d'estil historicista, amb molts elements d'inspiració neoclàssica, com per exemple els frontons semicirculars, columnes i pilastres amb capitells corintis i jònics, les pilastres amb capitell, els gerros sobre la balustrada, etc. Està composta per tres cossos, els dos laterals sobresortint del pla de façana, damunt d'un dels quals hi ha una torre amb coberta inclinada a quatre vessants que es recolza sobre quatre pilars quadrats. Les façanes estan estucades en rosa, i a les cantonades i al cos de la torre hi ha pedra vista.

## Exposició permanent
L'exposició permanent, inaugurada el 2003, està formada bàsicament per una selecció de peces de la col·lecció de rajoles de mostra de Salvador Miquel. Consta de més de 3000 rajoles de diferents estils i models, des de l'època medieval fins a la producció industrial, i majoritàriament procedeixen de Catalunya i especialment de Barcelona, tot i que també trobem, rajoles de València, i alguns exemplars de Talavera, Sevilla, Terol, Muel i Delft. El Museu exposa també peces procedents de la fàbrica Pujol i Bausis, coneguda popularment com «La Rajoleta», un centre productor de ceràmica modernista que va revestir edificis de Gaudí, Domènech i Montaner o Sagnier, entre d'altres.